# Vizslás
Vizslás je vas na Madžarskem, ki upravno spada pod podregijo Salgótarjáni Županije Nógrád.